# Jerzy Hanowerski
Jerzy Hanowerski, książę Cambridge (Prince George, Duke of Cambridge), właśc. Jerzy Wilhelm Fryderyk Karol (George William Frederick Charles, ur. 26 marca 1819, zm. 17 marca 1904) – brytyjski i hanowerski książę królewski, wnuk króla Jerzego III, a także wojskowy, w latach 1856–1895 naczelny dowódca brytyjskiej armii.

## Narodziny i najbliższa rodzina
Jerzy Hanowerski był pierwszym dzieckiem i jedynym synem księcia Adolfa Fryderyka Hanowerskiego, 1. księcia Cambridge, wicekróla Hanoweru i jego niemieckiej żony księżniczki Augusty Wilhelminy Heskiej.
Jego ojciec był dziesiątym dzieckiem i siódmym synem króla brytyjskiego i hanowerskiego Jerzego III i królowej Charlotty, z urodzenia księżniczki mecklenburskiej.
Jego matka była córką Fryderyka, księcia Hesji i jego żony, księżniczki Karoliny Polikseny Nassau-Usingen. Książę Fryderyk był najmłodszym synem księżniczki Marii Hanowerskiej, córki króla Jerzego II, co czyniło z rodziców Jerzego Hanowerskiego kuzynów drugiego stopnia. W 1803 roku wuj Augusty Wilhelminy, Wilhelm I, przybrał tytuł elektora Hesji-Kassel – za pomocą którego cała dynastia heska powiększyła swoje znaczenie w hierarchii, razem z młodą Augustą.
Miał dwie młodsze siostry: Augustę, żonę wielkiego księcia Fryderyka Wilhelma Mecklenburg-Strelitz i Marię Adelajdę, żonę księcia Franciszka Teck i matkę m.in. księżniczki Marii, która jako żona króla Jerzego V została w 1910 królową Wielkiej Brytanii.
Jerzy Wilhelm Fryderyk Karol przyszedł na świat 26 marca 1819 r. w Cambridge House w Hanowerze w dzisiejszych Niemczech. Został ochrzczony w tym samym domu 11 maja 1819 r. przez wielebnego Johna Sanforda, nadwornego kapelana swojego ojca. Jego rodzicami chrzestnymi była trójka rodzeństwa księcia Adolfa Fryderyka: jego dwaj najstarsi stryjowie, Książę Regent, późniejszy Jerzy IV oraz książę Clarence i St Andrews, czyli późniejszy Wilhelm IV, i jego ciotka królowa-wdowa Wirtembergii i księżniczka królewska Wielkiej Brytanii Charlotta, najstarsza córka Jerzego III. Podczas chrztu księcia Regenta reprezentował książę Clarence i St Andrews, jego samego reprezentował hrabia Mayo, a królową Charlottę reprezentowała hrabina Mayo.

### Księstwo Cambridge
W 1850 r., po śmierci swojego ojca Adolfa Hanowerskiego, Jerzy odziedziczył tytuły księcia Cambridge, hrabiego Tipperary i barona Culloden w parostwie Zjednoczonego Królestwa.

### Zmiany dynastyczne
Z powodu swojej pozycji w rodzinie, jako siódmy syn, książę Cambridge nigdy nie był uważany za mającego poważne szanse na sukcesję do tronu. Dwoje starszych braci Adolfa Fryderyka, stryjowie Jerzego Hanowerskiego, panowali w Wielkiej Brytanii po śmierci swojego ojca kolejno jako Jerzy IV i Wilhelm IV. Po bezdzietnej śmierci Wilhelma IV, tron brytyjski objęła jego bratanica i siostra stryjeczna Jerzego, księżniczka Wiktoria. Inny stryj przyszłego księcia Cambridge, Ernest August, został królem Hanoweru. W chwili tej znaczącej dla obu monarchii i rodziny królewskiej zmiany, po śmierci Wilhelma IV i rozdzieleniu będących do tej pory w unii personalnej, koron brytyjskiej i hanowerskiej, Jerzy Hanowerski był 5. w kolejności sukcesji do brytyjskiego tronu, za swoimi dwoma stryjami, wspomnianym Ernestem Augustem Hanowerskim i Augustem Fryderykiem, księciem Sussex, bratem stryjecznym Jerzym, synem Ernesta Augusta i swoim własnym ojcem. Był jednocześnie 4. w kolejce do korony Hanoweru, z pominięciem królowej Wiktorii, która jako kobieta nie mogła odziedziczyć tego tronu.

## Kariera wojskowa
Jerzy Hanowerski pobierał nauki w Hanowerze, pod okiem wielebnego J.R. Wooda, kanonika z Worcester. Idąc w ślady ojca, młody książę wybrał karierę wojskową. W listopadzie 1837 r., po krótkiej służbie w armii hanowerskiej, został mianowany pułkownikiem armii brytyjskiej. Od października 1838 r. do kwietnia 1839 r. służył w dowództwie armii na Gibraltarze. Po służbie w 12. regimencie królewskich ułanów, w kwietniu 1842 r. został mianowany pułkownikiem 17. regimentu lekkich dragonów (obecnie ułanów). Od 1843 do 1845 r. książę Jerzy służył jako pułkownik w sztabie na Wyspach Jońskich.
W 1852 r. został inspektorem kawalerii i pełnił tę funkcję aż do 1854 r., kiedy to wybuchła wojna krymska i został dowódcą 1. dywizji armii brytyjskiej na Wschodzie. W czerwcu 1854 r. został awansowany do stopnia generała-lejtnanta. Brał udział w bitwach pod Bałakławą, Inkermanem, nad Almą i w oblężeniu Sewastopola. Zanim kampania zdążyła się rozstrzygnąć, z powodu stanu zdrowia, był zmuszony wycofać się najpierw na Maltę, a wreszcie wrócić do Wielkiej Brytanii.
5 lipca 1856 r. książę Cambridge został mianowany głównodowodzącym armii brytyjskiej (oficjalna nazwa stanowiska ang. general commanding-in-chief). Jako taki, był odpowiedzialny za administrowanie armią i naczelne dowództwo na polu bitwy oraz był głównym doradcą ds. wojskowych ministra wojny w rządzie Jej Królewskiej Mości (naczelny dowódca sił zbrojnych nie był podwładnym ministra wojny). 9 listopada 1862 r. został awansowany do najwyższego, 5-gwiazdkowego, stopnia w brytyjskiej armii, marszałka polnego.
Książę Cambridge służył jako naczelny dowódca sił zbrojnych przez 39 lat. Los żołnierzy i ich dobrobyt nie był mu obcy, jednak miał niepochlebną opinię dowódcy opornego wobec proponowanej (i potrzebnej) zasadniczej reformy doktryny wojskowej. Zarzucano mu także promowanie żołnierzy nie na podstawie ich zasług, lecz raczej statusu społecznego. Za jego dowództwa, armia brytyjska popadła w stagnację i izolację w stosunku do swoich rywali z kontynentalnej Europy. Przyczyniło się do bezpośrednio do jej zacofania i osłabienia.

## Małżeństwo i kochanka
Książę Jerzy poślubił 8 stycznia 1847 r. w kościele św. Jana w londyńskiej dzielnicy Clerkenwell, Sarę Fairbrother (1816-12 stycznia 1890). Ojciec Sarah, John Fairbrother był służącym w Westminsterze. Małżeństwo formalnie nie było uznawane przez brytyjskie prawo, ponieważ zostało zawarte bez rozgłosu i wbrew regulacjom Ustawy o małżeństwach królewskich z 1772 r. W związku z tym, Sarah nie miała prawa posługiwać się tytułami męża, nie była też przyjmowana na dworze (jej istnienie było całkowicie ignorowane przez królową). Żona księcia nazywała się pani Faibrother lub pani FitzGeorge, w nawiązaniu do imienia swojego męża. Książę Cambridge miał opinię bardzo uległego w stosunku do kobiet i prawdopodobnie został zmuszony przez pannę Fairbrother, która wówczas była już po raz piąty w ciąży, do małżeństwa. Panująca powszechnie opinia o romantycznej, zakazanej miłości tych dwojga była daleka od prawdy, a książę stale utrzymywał kilka kochanek.
Od 1837 r. książę znał Ludwikę Beauclerk, mężatkę, z którą zaczął się spotykać od 1847 r. i która przynajmniej dwa lata później, w 1849 r., została jego kochanką. Romans z kobietą, którą nazwał „swoją boginią”, trwał aż do śmierci pani Beauclerk w 1882 r. Ok. 1849 r. książę Cambridge zdecydował, że chce po śmierci spocząć blisko swej kochanki i rzeczywiście, szczątki jego i pani FitzGeorge zostały złożone w mauzoleum na cmentarzu w Kensal Green w Londynie, ok. 60 stóp od grobu pani Beauclerk.

## Schyłek życia
Jerzy, książę Cambridge był honorowym dowódcą 17. pułku ułanów, regimentu królewskiej artylerii, korpusu inżynierów, regimentu z Middlesex i korpusu strzelców królewskich; pułkownikiem grenadierów oraz honorowym pułkownikiem